# Markaz Abū Tisht
Markaz Abū Tisht (arabiska: مركز أبو تشت) är en region i Egypten.   Den ligger i guvernementet Qena, i den centrala delen av landet, 400 km söder om huvudstaden Kairo.